# Communauté de communes Thiers Dore et Montagne
Die Communauté de communes Thiers Dore et Montagne ist ein französischer Gemeindeverband mit der Rechtsform einer Communauté de communes in Département Puy-de-Dôme in der Region Auvergne-Rhône-Alpes. Sie wurde am 12. Dezember 2016 gegründet und umfasst 30 Gemeinden. Der Verwaltungssitz befindet sich in der Stadt Thiers.

## Historische Entwicklung
Der Gemeindeverband entstand mit Wirkung vom 1. Januar 2017 durch die Fusion der Vorgängerorganisationen  
- Thiers Communauté,
- Communauté de communes Entre Allier et Bois Noirs,
- Communauté de communes de la Montagne Thiernoise und
- Communauté de communes du Pays de Courpière.

## Mitgliedsgemeinden
| Gemeinde                                       | Einwohner 1. Januar 2022 | Fläche km² | Dichte Einw./km² | Code INSEE | Postleitzahl |
| ---------------------------------------------- | ------------------------ | ---------- | ---------------- | ---------- | ------------ |
| Arconsat                                       | 576                      | 22,63      | 25               | 63008      | 63250        |
| Aubusson-d’Auvergne                            | 216                      | 6,79       | 32               | 63015      | 63120        |
| Augerolles                                     | 864                      | 33,01      | 26               | 63016      | 63930        |
| Celles-sur-Durolle                             | 1.635                    | 38,90      | 42               | 63066      | 63250        |
| Chabreloche                                    | 1.164                    | 9,61       | 121              | 63072      | 63250        |
| Charnat                                        | 205                      | 5,42       | 38               | 63095      | 63290        |
| Châteldon                                      | 752                      | 28,43      | 26               | 63102      | 63290        |
| Courpière                                      | 4.109                    | 31,82      | 129              | 63125      | 63120        |
| Dorat                                          | 721                      | 17,26      | 42               | 63138      | 63300        |
| Escoutoux                                      | 1.355                    | 27,40      | 49               | 63151      | 63300        |
| La Monnerie-le-Montel                          | 1.624                    | 4,65       | 349              | 63231      | 63650        |
| La Renaudie                                    | 131                      | 18,02      | 7                | 63298      | 63930        |
| Lachaux                                        | 276                      | 22,27      | 12               | 63184      | 63290        |
| Néronde-sur-Dore                               | 485                      | 8,93       | 54               | 63249      | 63120        |
| Noalhat                                        | 230                      | 5,13       | 45               | 63253      | 63290        |
| Olmet                                          | 180                      | 15,54      | 12               | 63260      | 63880        |
| Palladuc                                       | 520                      | 13,35      | 39               | 63267      | 63550        |
| Paslières                                      | 1.487                    | 27,77      | 54               | 63271      | 63290        |
| Puy-Guillaume                                  | 2.644                    | 25,02      | 106              | 63291      | 63290        |
| Ris                                            | 735                      | 15,76      | 47               | 63301      | 63290        |
| Saint-Flour-l’Étang                            | 272                      | 9,45       | 29               | 63343      | 63520        |
| Saint-Rémy-sur-Durolle                         | 1.760                    | 18,17      | 97               | 63393      | 63550        |
| Saint-Victor-Montvianeix                       | 264                      | 45,18      | 6                | 63402      | 63550        |
| Sainte-Agathe                                  | 171                      | 18,31      | 9                | 63310      | 63120        |
| Sauviat                                        | 587                      | 15,62      | 38               | 63414      | 63120        |
| Sermentizon                                    | 589                      | 18,41      | 32               | 63418      | 63120        |
| Thiers                                         | 11.686                   | 44,49      | 263              | 63430      | 63300        |
| Viscomtat                                      | 503                      | 25,44      | 20               | 63463      | 63250        |
| Vollore-Montagne                               | 312                      | 21,22      | 15               | 63468      | 63120        |
| Vollore-Ville                                  | 714                      | 30,41      | 23               | 63469      | 63120        |
| Communauté de communes Thiers Dore et Montagne | 36.767                   | 624,41     | 59               | –          | –            |